# 룩소르주

룩소르주의 위치

룩소르주(영어: Luxor Governorate, 아랍어: الأقصر)는 이집트 중부 나일강 변에 있는 주로, 주도는 룩소르이다. 2009년 12월 케나주에서 분리되어 신설되었다.